# Harmonium en tournée
Albums de Harmonium
L'Heptade
(1976)
Harmonium en tournée est le quatrième et dernier album du groupe musical québécois Harmonium. Il s'agit d'une performance devant public de l'album L'Heptade, enregistrée à Vancouver en 1977.

## Historique
Lors de la tournée de 1977, Harmonium se retrouve à Vancouver, en Colombie-Britannique, et la prestation est enregistrée par la Société Radio-Canada. Bien que c'est intégralement une version live de l'album L'Heptade, on entend des différences marquées avec l'album studio; les chansons Lumière de vie, Comme un sage et Le premier ciel sont plus longues (la dernière passe de onze à vingt minutes), plusieurs improvisations sont entendues et les arrangements orchestraux de Neil Chotem disparaissent.
L'album double, publié par la Société Radio-Canada en juillet 1980, disparaît des étals après 1983 pour plus de vingt ans. L'absence de cet album porte à l'apparition de plusieurs éditions pirates. Une version coréenne avec un emballage de grande qualité a même été vendue dans des disquaires du Québec après qu'un imposteur posant pour Fiori assurait que les droits de reproduction étaient respectés. Une injonction a rapidement été émise,. Une réédition officielle sur disque compact paraît le 18 juin 2002 sur l'étiquette Zone3, propriétée de Paul Dupont-Hébert, le dernier gérant du groupe,,.
On a utilisé la captation de cette prestation comme piste sonore du DVD Viens voir le paysage[réf. nécessaire]. Ce spectacle enregistré au Théâtre Outremont de Montréal a été mis en marché avec la réédition de l'album L'Heptade XL.

## Réception
L'album a atteint la 3e position du palmarès québécois le 16 août 1980 et est resté dans les charts pour 3 semaines .

## Liste des chansons
La configuration des pistes est présentée telle qu'elle l'était sur l'album double original et la numérotation fait référence aux rééditions CD. Au besoin, les auteurs sont identifiés pour leurs contributions ; paroles / musique

### Disque 1

#### Face 1
1. Introduction (Serge Fiori / Serge Locat) (1:30)
2. Comme un fou (Serge Fiori, Michel Normandeau) (7:08)
3. Chanson noire
  1. Le Bien, le mal (Serge Fiori) (4:22)
  2. Pour une blanche cérémonie (Serge Fiori, Michel Normandeau / Serge Fiori, Serge Locat) (4:10)

#### Face 2
1. Le Premier ciel (Serge Fiori, Michel Normandeau / Serge Fiori) (20:52)

### Disque 2

#### Face 1
1. L'Exil (Serge Fiori) (11:58)
2. Le Corridor (Serge Fiori, Michel Normandeau / Serge Fiori) (3:50)
3. Lumière de vie  - Première partie
  1. Lumière de nuit (Serge Fiori, Michel Normandeau / Serge Fiori) (4:17)

#### Face 2
1. Lumière de vie  - Deuxième partie
  1. Lumière de jour (Serge Locat) (2:38)
  2. Lumière de vie (Serge Fiori, Michel Normandeau / Serge Fiori) (0:51)
  3. Lumière de vie (2e Partie) (Serge Fiori) (3:12)
  4. Lumière de vie (3e Partie) (Serge Locat) (4:44)
  5. Lumière de vie (Finale) (Serge Locat) (2:43)
2. Comme un sage (Serge Fiori) (15:30)

## Musiciens
Tels que cités dans le livret accompagnant l'album.
- Serge Fiori - guitare acoustique et électrique, chant
- Louis Valois - basse électrique, pédalier basse Moog Taurus
- Serge Locat - piano, orgue, mellotron, synthétiseur Minimoog
- Robert Stanley - guitare électrique
- Monique Fauteux - piano électrique Fender Rhodes, chœurs et chant sur Le corridor
- Libert Subirana - flûte, saxophone, clarinette, chœurs
- Denis Farmer - batterie, percussions